# Kuzma (Atyina)
Kuzma falu Horvátországban Verőce-Drávamente megyében. Közigazgatásilag Atyinához tartozik.

## Fekvése
Verőcétől légvonalban 23, közúton 39 km-re délkeletre, községközpontjától légvonalban 4, közúton 14 km-re nyugatra, a Papuk-hegység területén, a Čelia és Stari-patakok összefolyásánál fekszik.

## Története
A település már a középkorban is lakott volt. Plébániatemplomát 1334-ben „Item ecclesia sanctorum Cosme et Damiani” alakban említik a pápai tizedjegyzékben. A falu feletti erdőben találhatók a középkori település Szent Kozma és Damján tiszteletére szentelt templomának maradványai, melyről a falu a nevét kapta. A plébániát 1495-ben is megemlítik. Márton nevű plébánosát 1501-ben említik „Martinus plebanus de sancto Cosma et Damiano” alakban.
A mai település valószínűleg a 18. század elején keletkezett Boszniából érkezett pravoszláv vlachok betelepítésével. Az első katonai felmérés térképén „Dorf Kusma” néven találjuk. Lipszky János 1808-ban Budán kiadott repertóriumában „Kuzma” néven szerepel. Nagy Lajos 1829-ben kiadott művében „Kuzma” néven 51 házzal, 312 ortodox vallású lakossal szerepel.
1857-ben 193, 1910-ben 277 lakosa volt. 1910-ben a népszámlálás adatai szerint lakosságának 99%-a szerb anyanyelvű volt. Verőce vármegye Szalatnoki járásának része volt. Az első világháború után 1918-ban az új szerb-horvát-szlovén állam, majd később (1929-ben) Jugoszlávia része lett. 1991-ben a falu teljes lakossága szerb nemzetiségű volt. A délszláv háború idején a település 1991 októberének elején már szerb ellenőrzés alatt volt. A horvát hadsereg 136. slatinai dandárja az Orkan-91 hadművelet során 1991. december 15-én foglalta vissza. A hadművelet során a falu teljesen elpusztult. A szerb lakosság elmenekült. 2011-ben már nem volt állandó lakossága.

## Lakossága
| Lakosság változása | Lakosság változása | Lakosság változása | Lakosság változása | Lakosság változása | Lakosság változása | Lakosság változása | Lakosság változása | Lakosság változása | Lakosság változása | Lakosság változása | Lakosság változása | Lakosság változása | Lakosság változása | Lakosság változása | Lakosság változása |
| ------------------ | ------------------ | ------------------ | ------------------ | ------------------ | ------------------ | ------------------ | ------------------ | ------------------ | ------------------ | ------------------ | ------------------ | ------------------ | ------------------ | ------------------ | ------------------ |
| 1857               | 1869               | 1880               | 1890               | 1900               | 1910               | 1921               | 1931               | 1948               | 1953               | 1961               | 1971               | 1981               | 1991               | 2001               | 2011               |
| 193                | 181                | 194                | 226                | 240                | 277                | 251                | 295                | 137                | 188                | 158                | 108                | 55                 | 25                 | 0                  | 0                  |

## Nevezetességei
- Szent Kozma és Damján tiszteletére szentelt középkori templomának maradványai a falu feletti erdőben.
- A település központjában állt az 1945 után épített pravoszláv harangtorony. A fából ácsolt építmény 1991-ben a háború során pusztult el.